# Гризи, Джудитта
Джуди́тта Гри́зи (28 июля 1805, Милан — 1 мая 1840, Робекко-д’Ольо) — итальянская оперная певица (меццо-сопрано). Сестра ещё более знаменитой певицы — Джулии Гризи. Часто выступала в брючных ролях.
Представительница музыкально одарённой семьи: помимо сестры, успешной певицей была её тётя Джузеппина Грассини, а двоюродная сестра Карлотта Гризи прославилась как балерина.
Джудитта обучалась вместе с сестрой в Миланской консерватории. В 1826 году она дебютировала в Вене в опере Россини «Бьянка и Фальеро» в роли Фальеро и имела большой успех. В 1829 году вновь триумфально гастролировала в Вене.
Беллини был настолько увлечён голосом певицы, что сочинил в своей опере «Капулетти и Монтекки» для неё роль Ромео, которую она исполнила 11 марта 1830 года на премьере оперы в Венеции. 
После 12 лет блестящего успеха, особенно в Париже, она вышла замуж за графа Барни, оставив сцену в 1838 году. Умерла в поместье своего мужа недалеко от Кремоны на 35-м году жизни.